# 지모 (식물)
지모(知母, Anemarrhena asphodeloides)는 비짜루과에 속하는 속씨식물 종이다. 지모속(知母屬, Anemarrhena)의 유일종이다. 중국과 한국, 몽골에 분포한다. 일부 저자는 지모속을 자신만의 지모과(Anemarrhenaceae)에 분류하기도 한다.